# فابيان ستولر
فابيان ستولر هو لاعب كرة قدم سويسري في مركز الوسط، ولد في 31 مارس 1988 في سويسرا. لعب مع نادي آراو ونادي بلاتانياس ونادي ثون ونادي لوكارنو وهبوعيل حيفا.

## وصلات خارجية
- فابيان ستولر على موقع قاعدة بيانات كرة القدم.إي يو (الإنجليزية)
- فابيان ستولر على موقع Soccerway.com (الإنجليزية)